# Dawn Aerospace
Dawn Aerospace est une société néo-zélandaise de transport spatial qui construit à la fois des systèmes de propulsion dans l'espace et un lanceur spatial. L'entreprise fabrique actuellement des systèmes de propulsion de satellites à partir de matériaux non toxiques, et développe un avion spatial suborbital réutilisable sans équipage. Elle fait partie de ce que l'on appelle le NewSpace.

## Histoire

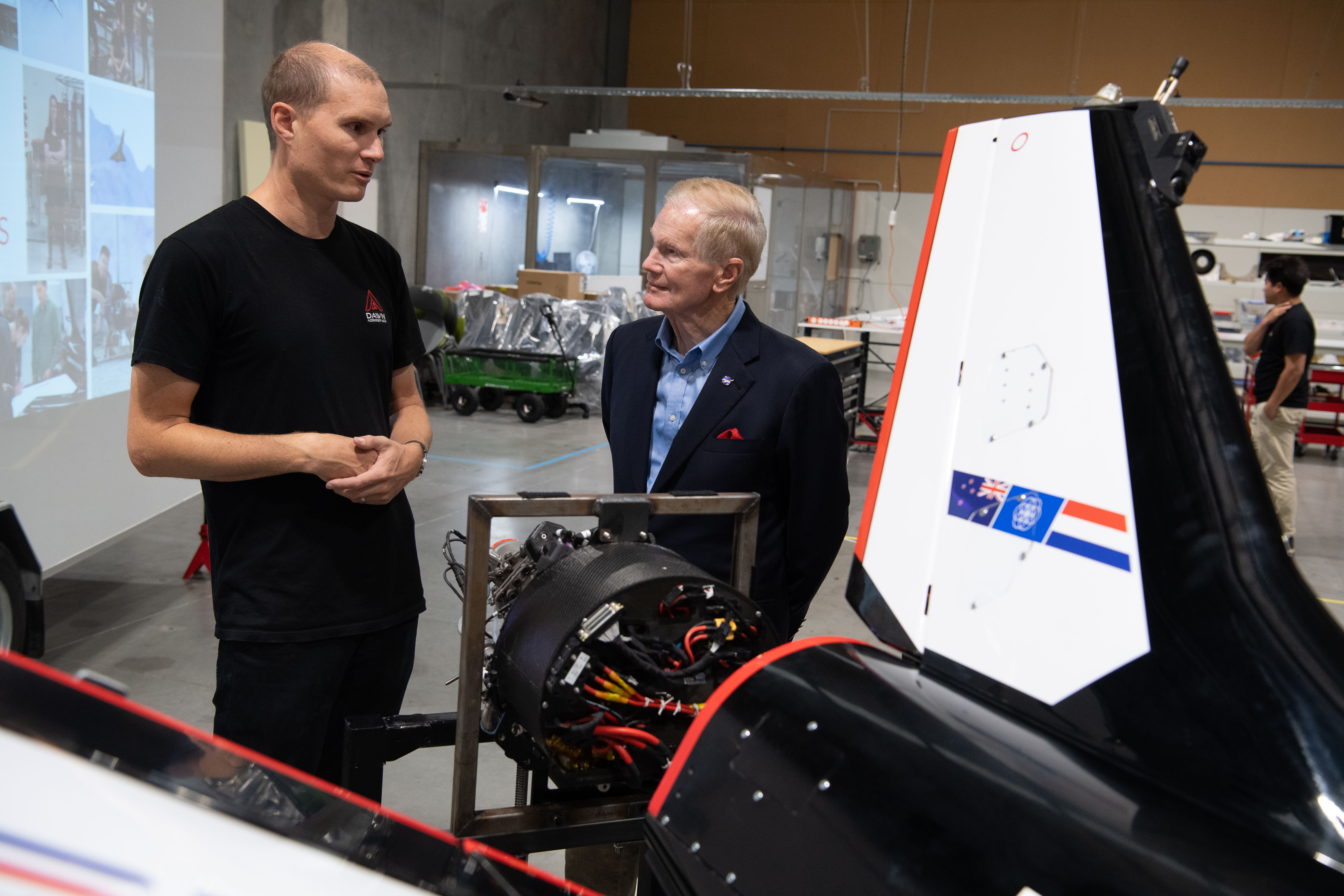
L'administrateur de la NASA Bill Nelson derrière un démonstrateur Dawn Mk-II Aurora en 2023.

Dawn Aerospace a été cofondée en 2017 par Stefan Powell (Nouvelle-Zélande), Jeroen Wink (des Pays-Bas), James Powell (Nouvelle-Zélande), Tobias Knop (Allemagne) et Robert Werner (Allemagne).
En 2018, Dawn Aerospace a levé 3,5 millions de dollars américains de financement d'amorçage auprès d'investisseurs néo-zélandais, américains et néerlandais. D'autres investissements d'un montant non divulgué ont été réalisés en 2021 par Movac et d'autres.
En 2020, elle a réalisé avec succès des tests atmosphériques de son avion spatial Dawn MK II Aurora, vérifiant ses caractéristiques de vol avant les futurs tests en 2023 d'une plate-forme plus grande.

## Matériel de propulsion de satellite
Dawn Aerospace produit actuellement du matériel pour les petits satellites, notamment des propulseurs et des propulseurs.
Dawn Aerospace a fourni la propulsion à Pixxel, une organisation spatiale basée en Inde. Elle à également signé des contrats avec l'ESA, des contrats avec Blue Canyon, désormais partie de RTX Corporation, pour fournir son mélange exclusif de propulseurs pour les opérations de nanosatellites, et ALE Co., Ltd. Japon et UARX Space. Dans le dernier cas, Dawn leur a fourni sa propre architecture de propulsion propriétaire,,. Elle a également signé en 2021 des contrats avec l'agence spatiale nationale indonésienne, visant à fournir le propulseur pour un nouveau réseau de satellites dédié à la fourniture d'alertes précoces en cas de phénomènes liés aux tsunamis et aux tremblements de terre,.

### Propulseur B20
Le propulseur B20 de Dawn Aerospace d'une puissance de 20 newtons utilise un propulseur chimique composé d'oxyde nitreux et de propylène. L’innovation est qu’il remplace l’hydrazine, un composé chimique hautement toxique souvent utilisé dans les satellites. Cela permet des lancements plus rapides et une manipulation plus sûre de la fusée au sol, augmentant ainsi la cadence de lancement. En 2021, D-Orbit, une société de logistique spatiale, a validé les propulseurs de sa mission de remorqueur spatial PULSE, en tirant six propulseurs B20,.

### Propulseur B1
Autre moteur pour la  propulsion spatiale, le propulseur B1 d'une puissance d'un newton pour satellites. Il est fabriqué en une seule structure en utilisant l'Inconel 718. En 2021, il est embarqué sur les CubeSats Hiber-Three et Hiber-Four 3U, qui ont été respectivement lancés par Soyouz-2 et Falcon-9 lors de la mission SpaceX Transporter-1, la première mission dédiée au programme SmallSat Rideshare de SpaceX.

## Avion spatial Dawn Mk-II Aurora
Dawn Aerospace a dévoilé le avion spatial suborbital sans équipage Dawn Mk-II Aurora en juillet 2020,.
C'est un démonstrateur pesant 200 kg hors carburant et de 4 m d'envergure.
L'objectif final est un avion spatial totalement réutilisable qui sera capable d'acheminer 4 kg de charge utile à 100 km d'altitude 2 fois par jour.
Le Mk-II Aurora a volé pour la première fois lors de cinq vols d'essai au-dessus de l'île du Sud de la Nouvelle-Zélande entre le 28 et le 30 juillet 2021.
Il effectué plus de 48 vols d'essai, à moins de 9 000 pieds d'altitude, en utilisant des moteurs à réaction.
Le 9 décembre 2021, elle annonce avoir reçu une licence pour faire voler son avion spatial suborbital depuis un aéroport conventionnel de Nouvelle-Zélande, en collaboration avec l'Autorité de l'aviation civile de Nouvelle-Zélande (CAA) et l'Agence spatiale de la Nouvelle-Zélande,.
Dawn Aerospace a réalisé 48 tests réussis en utilisant des moteurs à réaction pour prouver sa plate-forme d'avion spatial, vérifiant ses caractéristiques de vol avant les futurs tests en 2023 d'une plate-forme plus grande.
En mars 2023, la CAA a certifié l'engin pour des vols d'essai propulsés par fusée (HTP/kérosène). Les trois premiers vols d'essai avec un moteur-fusée ont été effectués entre le 29 et le 31 mars 2023 depuis l'aérodrome de Glentanner. La certification ultérieure pour le vol supersonique a été reçue de la CAA en juillet 2024.
Le 12 novembre 2024, le Mk-II Aurora a franchi le mur du son pour la première fois, devenant le premier avion conçu et fabriqué en Nouvelle-Zélande à le faire. Le vol, le 57e de l'avion spatial, a atteint une vitesse de pointe de Mach 1,1 et une hauteur maximale de 82 000 pieds (25 000 m) ,.

## Installations
Le siège social de Dawn Aerospace se trouve à Christchurch, en Nouvelle-Zélande, ou elle est enregistrée en Nouvelle-Zélande,. Ils l'ont placé là parce que c'était un bon endroit pour les essais en vol avec moins de trafic aérien et une météo stable.
Dawn Aerospace disposent fin 2024 de quatre installations : une aux Pays-Bas, une en Nouvelle-Zélande, une aux États-Unis et un filiale ouverte à Toulouse en novembre 2023.